# Bazi Ótdikha Làstotxka
Bazi Ótdikha Làstotxka - Базы Отдыха «Ласточка» (rus) és un possiólok del krai de Krasnodar, a Rússia. Es troba als vessants meridionals de l'extrem oest del Caucas occidental, prop de la vora nord-oriental de la mar Negra. És a 22 km al nord-oest de Tuapsé i a 90 km al sud de Krasnodar.
Pertany al possiólok de Novomikhàilovski.